# Atletica leggera ai Giochi della III Olimpiade - 1500 metri piani
La gara dei 1500 metri piani dei Giochi della III Olimpiade si tenne il 3 settembre 1904 al Francis Field della Washington University di Saint Louis.

## L'eccellenza mondiale
Il miglio è da sempre la specialità preferita dai britannici. La gara olimpica soffre la mancanza dei migliori specialisti. Un nome su tutti: Alfred Shrubb. Tra gli americani manca Alexander Grant, pluricampione nazionale sul miglio.

## La gara
Fresco campione americano del miglio nei campionati disputatisi il 4 giugno, David Munson (personale di 4'24"4) è il favorito della vigilia. Gli occhi degli sportivi sono puntati anche su Jim Lightbody, che ha già vinto due ori nel mezzofondo: le siepi nella giornata inaugurale (29 agosto) e gli 800 metri il primo settembre.

A un giro dalla fine guidano la corsa in tre: Harvey Cohn, William Verner e Lightbody. Con le sue lunghe falcate, Lightbody scavalca Cohn e si presenta da solo sul rettifilo finale. Vince infliggendo un distacco superiore al secondo a Verner. Munson delude finendo quarto.

## Risultati

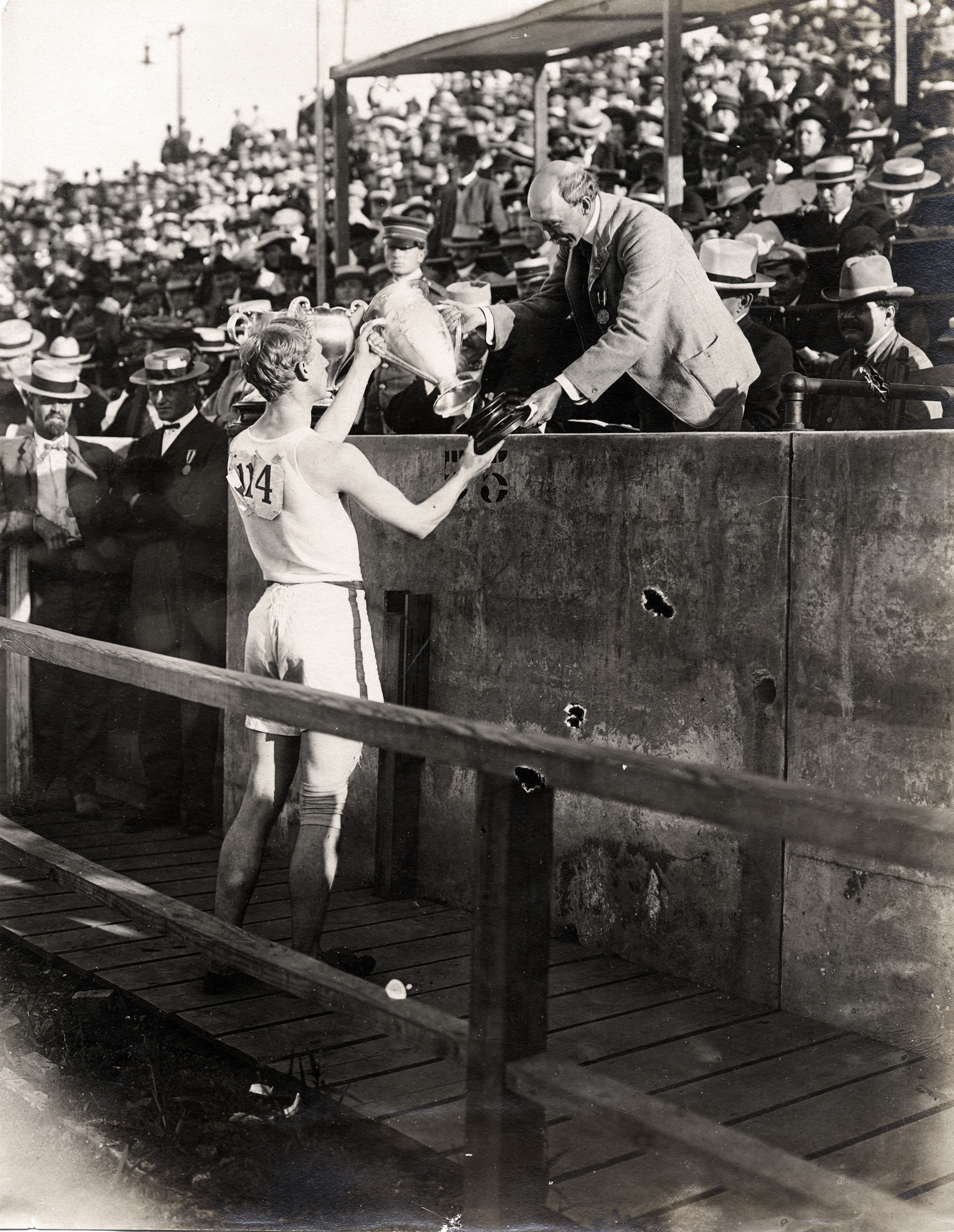
James D. Lightbody riceve la Coppa Gregg dal Comitato per la Cultura fisica.

Non vi furono eliminatorie, si disputò direttamente la finale.
| Pos.    | Atleta           | Nazione     | Età | Tempo  |
| ------- | ---------------- | ----------- | --- | ------ |
| Oro     | Jim Lightbody    | Stati Uniti | 22  | 4'05"4 |
| Argento | William Verner   | Stati Uniti | 21  | 4'06"8 |
| Bronzo  | Lacey Hearn      | Stati Uniti | 23  | n/d    |
| 4       | David Munson     | Stati Uniti | 20  | n/d    |
| 5       | Johannes Runge   | Germania    | 26  | n/d    |
| 6       | Peter Deer       | Canada      | 23  | n/d    |
| 7       | Howard Valentine | Stati Uniti | 23  | n/d    |
| 8       | Harvey Cohn      | Stati Uniti | 20  | n/d    |
| 9       | Charles Bacon    | Stati Uniti | 19  | n/d    |

Per Lightbody, vincitore delle siepi (29 agosto) e degli 800 metri (1º settembre) è il terzo oro olimpico.